# اچ‌آی‌پی-پتروهمیژا
اچ‌آی‌پی-پتروهمیژا (صربی: ХИП-Петрохемија) شرکت پتروشیمی صربستانی است، که در سال ۱۹۷۵ تأسیس شد.